# Niklas Ribeisen
Niklas Ribeisen  (ab 1530 „von Neuenkieming“; * 1484 Udenheim (Baden-Württemberg); † 8. Februar 1547) war Doktor der Rechte, Bergwerksunternehmer und Berater sowohl des Erzbischofs von Salzburg als auch des bayerischen Herzogs.
Ribeisen studierte in Heidelberg und Italien, 1508 war er als Kleriker deutscher Notar in Rom. Er trat dann in den Dienst des Salzburger Erzbischofs und heiratete Elisabeth Thenn, verwitwete Pflügel. Gemeinsam erwarben sie 1526 Schloss und Amt Dornbach. 1530 wurde Dr. Niclas Ribeysen vom Kaiser Karl V. in den rittermäßigen Adelsstand mit dem Prädikat „von Neuenkieming“ erhoben. 1532 beteiligte er sich mit seinem Schwager Marx Thenn an der Silberhandelsgesellschaft.
Herzog Wilhelm IV. verlieh Niklas Ribeisen, der das Schloss Neuenchieming erbauen ließ, 1534 für seine zuvor erworbenen Güter am Chiemsee die Hofmarksfreiheit mit Niedergerichtsbarkeit.
Als Salzburger Gesandter war Ribeisen an den Reichstagen 1542 bis 1544 in Augsburg, Nürnberg und Speyer. Nach seinem Tod 1547 erbten seine Stiefsöhne Christoph und Sebastian Pflügel sein Vermögen.